# Karl Chemnitz
Karl Johan Pavia Chemnitz (* 5. Mai 1884 in Qaqortoq; † 18. August 1965 in Nanortalik) war ein grönländischer evangelisch-lutherischer Pastor.

## Leben
Karl Chemnitz war der älteste Sohn des Pastors Jens Anton Elias Barsilaj Ignatius Chemnitz (1853–1929) und seiner dänischstämmigen Frau Ane Marie Jakobine Kathrine Holm (1858–1939). Einer seiner Brüder war der Landesrat Jørgen Chemnitz (1890–1956). Am 17. August 1913 heiratete er in Upernavik die Dänin Ellen Johanne Groth (* 27. Juni 1882 in Store Heddinge; † 17. November 1923 in Qaqortoq), Tochter des Proprietärs Carl Groth und seiner Frau Vilhelmine Petersen. Später heiratete er Margrethe Kristine Rosa Julie Høegh (1897–1978), die Tochter des Büchsenmachers Peter Billiam Gerhard Høegh (1857–1939) und seiner Frau Amalie Cecilie Agathe Nanna Thaarup (1858–1936) und eine Schwester von Pavia Høegh (1886–1956), John Høegh (1890–1966) und Frederik Høegh (1895–1970). Aus der Ehe gingen unter anderem die Kinder Aage Chemnitz (1927–2006) und Gudrun Chemnitz (1928–2004) hervor.
Karl Chemnitz besuchte ab 1900 Grønlands Seminarium in Nuuk, das er 1905 abschloss. In diesem Jahr trat das grönländische Schul- und Kirchengesetz in Kraft, durch das Grönländer ordiniert werden konnten, während dies zuvor nur in seltenen Ausnahmefällen geschehen war. Nach dem Ausbildungsabschluss begab er sich gemeinsam mit Propst Christian Wilhelm Schultz-Lorentzen auf eine einjährige Dänemarkreise. Nach seiner Rückkehr wurde er gemeinsam mit Mathias Storch zu Katecheten in der Kolonie Ammassalik ernannt, aber sie traten das Amt offenbar nie an, sondern reisten im September 1906 nach Dänemark, um dort als erste Grönländer dem neuen Gesetz zufolge nach einer zweijährigen Ausbildung ordiniert werden zu können. Nach der Rückkehr nach Grönland diente er von 1908 bis 1910 als Lehrer an Grønlands Seminarium. Karl Chemnitz wurde am 1. Juni 1910 in Nuuk ordiniert. Er wurde kommissarisch zum Pastor in Upernavik ernannt und übernahm das Amt 1912 fest, wechselte aber bereits im Folgejahr nach Aasiaat, 1914 nach Qeqertarsuaq, 1915 nach Paamiut und 1919 nach Nuuk. Von 1920 bis 1921 war er Mitglied der Grønlandskommission, bei der erstmals drei Grönländer in politische Kommissionsarbeit eingezogen wurden. In den folgenden Jahren war er als Pastor in seinem Geburtsort Qaqortoq und in Alluitsoq tätig. Anfang der 1930er Jahre wechselte er nach Nanortalik. Dort setzte er sich für die Errichtung eines Versammlungshauses ein, indem er eine Spendensammlung organisierte. 1963 konnte das Versammlungshaus eingeweiht werden. Nach seiner Pensionierung fungierte er weiterhin als stellvertretender Pastor in Grönland, bevor er 1965 im Alter von 81 Jahren starb.